# Ponte Taro
Ponte Taro, talvolta indicata come Pontetaro, è una frazione di 3 626 abitanti, divisa in tre comuni: a ovest del fiume Taro, Fontevivo a nord della via Emilia e Noceto a sud; a est del fiume Taro, Parma.
La località dista 4,32 km da Fontevivo, 3,15 km da Noceto e 8,02 km dal centro di Parma.

## Geografia fisica
Il paese sorge in posizione pianeggiante sviluppandosi prevalentemente a ovest del fiume Taro, lungo il cui corso si estende tra Ponte Taro e Fornovo di Taro il Parco fluviale regionale del Taro.

## Origini del nome
La località deve il suo nome al ponte sul Taro, edificato in origine dai Romani e ricostruito nel 1821.

## Storia
Le più antiche tracce di un insediamento umano nella zona di Ponte Taro, rinvenute sulla sponda destra del fiume nei pressi della via Emilia, risalgono alle prime due fasi della cultura dei vasi a bocca quadrata, durante il neolitico evoluto.
I Romani costruirono il primo ponte della via Aemilia di attraversamento del Taro, che, all'epoca navigabile, consentiva un rapido collegamento verso monte; per questo motivo, nelle vicinanze del corso d'acqua sorsero anche alcuni piccoli insediamenti.
All'antico ponte ne seguì un altro edificato nel 1170, ma distrutto da una piena nel 1235; successivamente per secoli la forza delle acque impedì la costruzione di altri manufatti sul Taro, attraversabile soltanto mediante imbarcazioni.
Nel XIV secolo sorse il borgo medievale nelle vicinanze del fiume, che scorreva molto più a ovest dell'attuale posizione, nei pressi del castello di Castelguelfo; il villaggio si trovava quindi sulla sponda destra del corso d'acqua, presidiato dal grande maniero sulla riva opposta.
Nel 1325 il territorio fu assegnato ai monaci cistercensi dell'abbazia di Fontevivo.
Il notevole movimento di merci e persone lungo la via Emilia spinse nel XVIII secolo i duchi di Parma Borbone a organizzare un servizio di barcaioli a pagamento e a ipotizzare la costruzione di un nuovo ponte, ma fu necessario attendere l'insediamento nel 1816 della nuova duchessa Maria Luigia per l'avvio dei lavori di costruzione del lungo ponte in laterizio, inaugurato nel 1821.
Il paese, sviluppatosi prevalentemente nel XX secolo, rimase a lungo spezzato in due parti dalla trafficata via Emilia, ma, in seguito alla costruzione della nuova strada statale a nord, completata nel 2005, e al declassamento dell'antico tracciato, il centro abitato fu notevolmente riqualificato mediante la realizzazione di una serie di opere pubbliche.

## Monumenti e luoghi d'interesse

### Ponte sul Taro

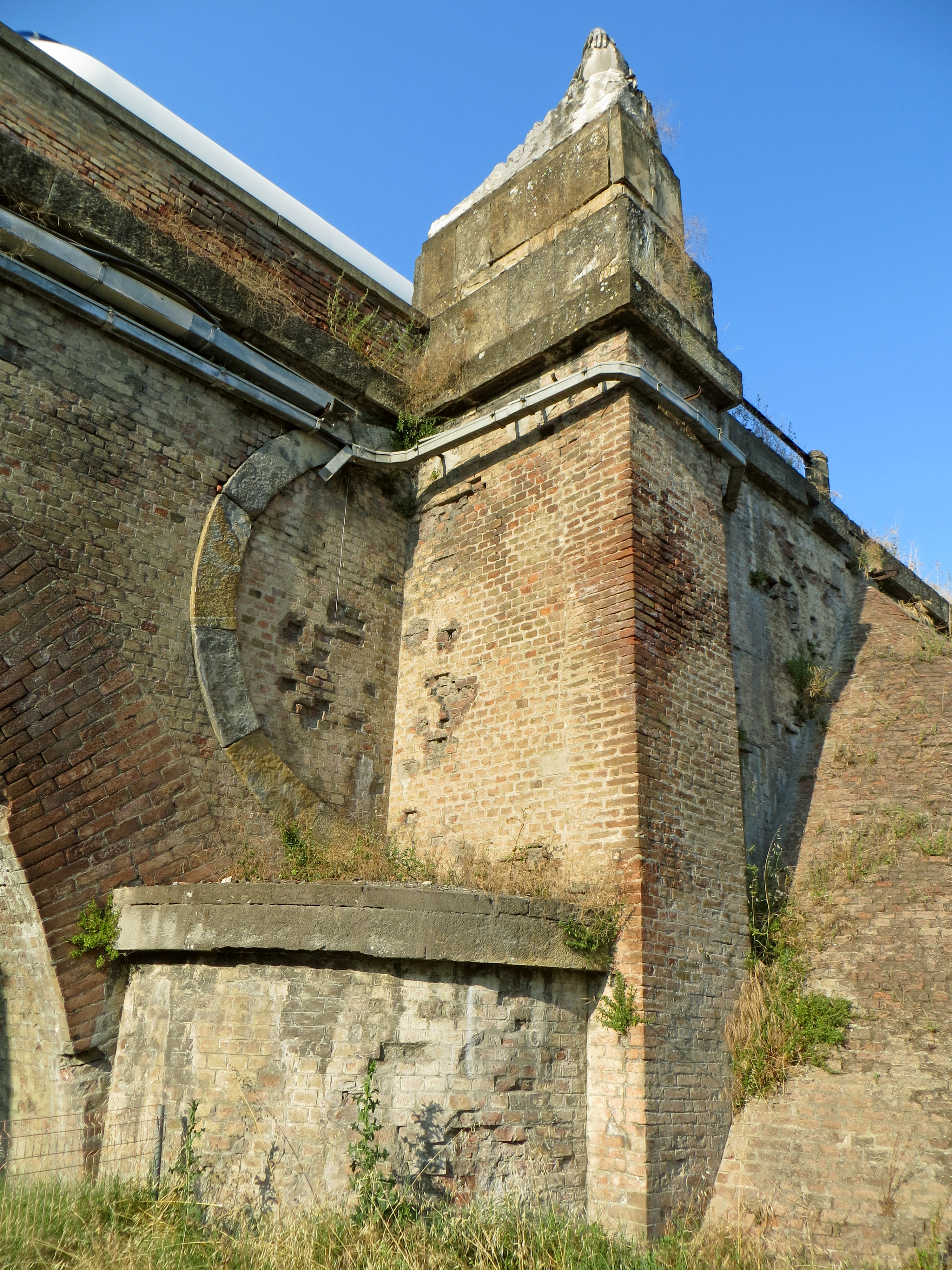
Spalla destra del ponte sul Taro

Edificato originariamente in epoca romana, il ponte della via Aemilia sul fiume Taro, distrutto in seguito, fu ricostruito nel 1170 da un eremita, ma crollò nel XIII secolo; rieretto tra il 1816 e il 1821 per volere della duchessa Maria Luigia su progetto dell'ingegner Antonio Cocconcelli, rappresentò fino al 2004 l'unico manufatto della via Emilia di attraversamento del corso d'acqua. Lungo 565,5 m e sviluppato su 20 arcate, è arricchito alle due estremità da quattro statue realizzate nel 1828 da Giuseppe Carra, raffiguranti i principali corsi d'acqua del Parmense: Parma, Taro, Enza e Stirone.

### Oratorio del Sacro Cuore e di Santa Teresa di Gesù Bambino

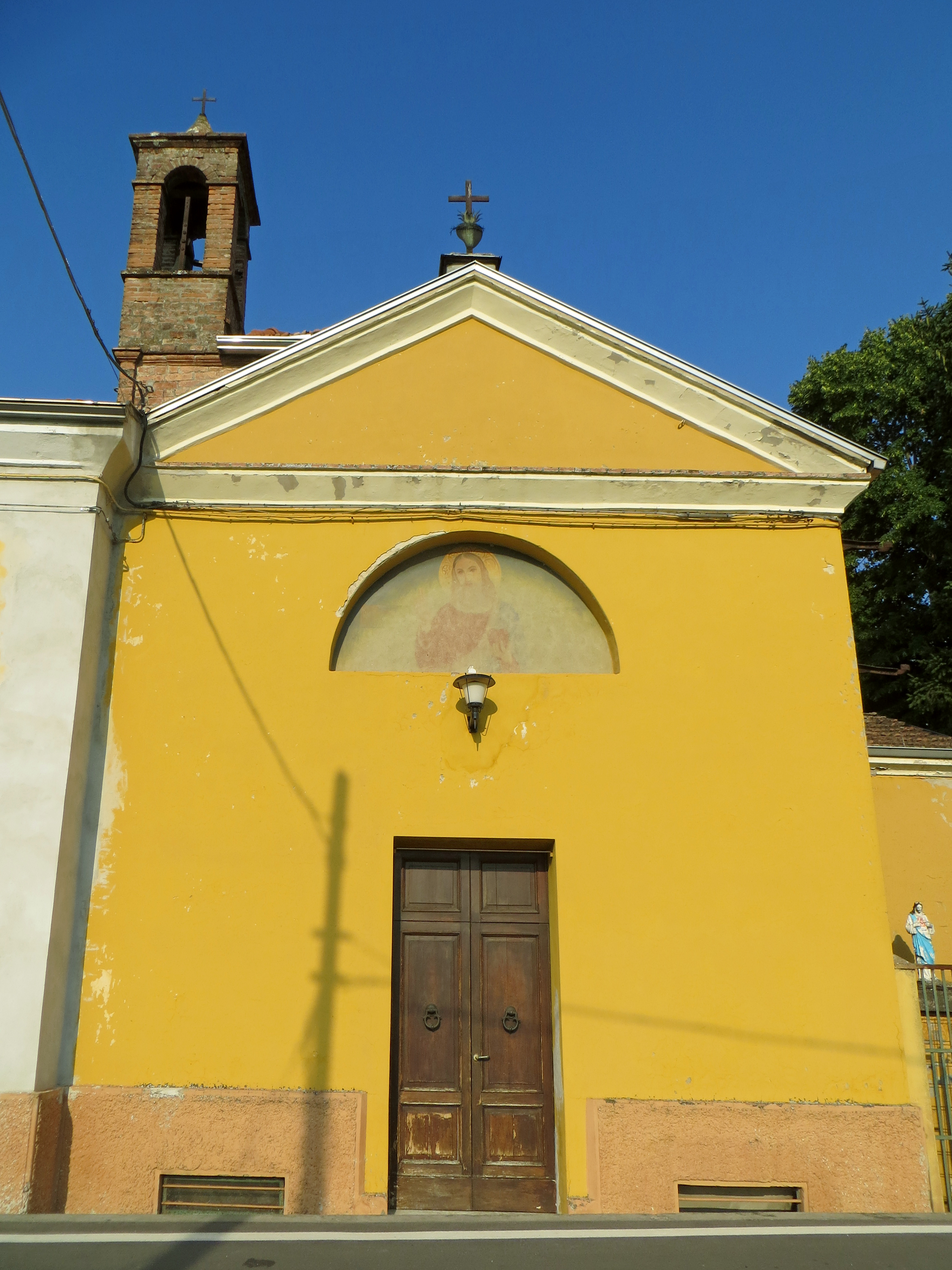
Oratorio del Sacro Cuore e di Santa Teresa di Gesù Bambino

Costruito per volere di Giuseppe Antonio Folezzani tra il 1843 e il 1849, il piccolo oratorio neoclassico fu donato agli inizi del XX secolo a Ida Mari, che nel 1913 fece edificare in adiacenza alla chiesa la scuola materna di Santa Teresa di Lisieux; destinato in eredità nel 1964 alla parrocchia, costituì l'unico luogo di culto del paese fino al 1973, quando fu completata la nuova chiesa di Santa Maria Maddalena.

### Chiesa di Santa Maria Maddalena
Progettata nel 1963 dagli ingegneri Gino Galloni e Luigi Caffarra, la chiesa, dedicata anche a san Giuseppe lavoratore, fu costruita a partire dal 1967 su un terreno donato dalla famiglia Saj, per sostituire il piccolo oratorio del Sacro Cuore; completata nel 1973 grazie a numerose donazioni da parte di privati, fu consacrata solennemente l'8 aprile di quell'anno alla presenza del vescovo Amilcare Pasini; sviluppata su una pianta a ventaglio, la moderna struttura è coperta da un tetto in acciaio, sormontato da una grande croce realizzata da Dino e Giuliano Fiorini; rivestita in laterizio, ospita al suo interno le statue lignee di San Giuseppe Lavoratore e della Vergine Maria, alcuni dipinti a olio realizzati dalla pittrice Ester Aimi, una croce scolpita raffigurante Cristo morente e un organo a canne "Chicci Rosari".

### Cappellina della Vergine del Buon Pastore
Edificata nel 2005, la piccola cappella, danneggiata da un incendio, fu restaurata nel 2010; conosciuta come Madonna del Taro, contiene al suo interno un bassorilievo in pietra, raffigurante la Madonna col Bambino.

### Villa Thovazzi
Indicata per la prima volta nelle mappe nel 1821 come proprietà della famiglia Canara, la villa fu acquistata nel 1837 dai marchesi Bergonzi, che la ristrutturarono e ampliarono, aggiungendo le due ali laterali; comprata nel 1869 da Francesco Thovazzi, fu ereditata nel 1872 dal figlio Antonio e successivamente dalla nipote Elisa, coniugata con Alessandro Guareschi, la quale la trasmise alla figlia Silvia, moglie di Giuseppe Bertora. L'edificio, sviluppato su una pianta quadrata affiancata da due strette ali in asse con la facciata, si eleva su due livelli principali fuori terra, oltre al sottotetto presente solo nel corpo centrale; il simmetrico prospetto anteriore, tripartito da lesene, presenta nel mezzo l'ampio portale d'ingresso ad arco a tutto sesto, sormontato dal balcone del piano nobile; in sommità, al centro si erge su due livelli un'altana, illuminata da tre aperture delimitate da lesene; all'interno l'androne passante, coperto da una volta a botte, è dipinto e arredato in stile neogotico.

### Villa Ennia
Costruita nel XII secolo come ospizio per pellegrini dall'eremita di Nonantola che edificò il vicino ponte medievale sul Taro, la struttura, modificata nei secoli, fu ristrutturata in stile neogotico nella porzione occidentale intorno al 1820 e trasformata in villa dall'imprenditore Amedeo Rosazza, costruttore del ponte ottocentesco sul Taro voluto dalla duchessa Maria Luigia; alienata dopo il 1830 alla famiglia Balestra, fu acquistata successivamente da Nicola Razzetti, i cui eredi alla fine del secolo la vendettero a Medardo Pederzini e alla moglie Ennia, che nel 1920 ricostruirono l'adiacente oratorio neoclassico; alla morte della figlia Bice, moglie di Vittorio Stevani, nel 1965 passò alla nipote Luisa, coniugata con Roberto Andreotti. L'edificio, sviluppato attorno a una corte centrale, si erge a ridosso del terrapieno del ponte sul Taro; le facciate, coronate da merli ghibellini in parte chiusi dal tetto, presentano alcune aperture ad arco ogivale, oltre ad altre decorazioni in forme neogotiche; all'interno sopravvivono solo alcuni ambienti nello stesso stile, mentre vari altri furono in parte distrutti dai bombardamenti anglo-americani della seconda guerra mondiale; il parco, esteso a sud-ovest, è piantumato con alberi d'alto fusto, superstiti dell'ottocentesco giardino all'inglese con laghetto, in seguito prosciugato.

### Monumenti
Nel centro del paese si trovano due monumenti realizzati agli inizi del XX secolo: il monumento ai caduti di tutte le guerre e il monumento del Guerriero, dedicato all'imprenditore Otello Paladini.

## Cultura

### Eventi
Nel paese si svolgono a cadenza annuale varie manifestazioni; le principali sono la "Festa patronale di Santa Teresa", cerimonia religiosa che si svolge dal 1913 la prima domenica di settembre, accompagnata dalla processione attraverso le vie pontetaresi, la "Festa della Griglia e Mira la Pinta", festa culinaria che si svolge dal 1975 nel campo sportivo della parrocchia, per tre serate consecutive nel primo week-end di luglio, e il "Memorial Gigi Stok", manifestazione musicale che si svolge dal 2006 nel mese di giugno in onore del fisarmonicista Luigi Stocchi.

## Infrastrutture e trasporti

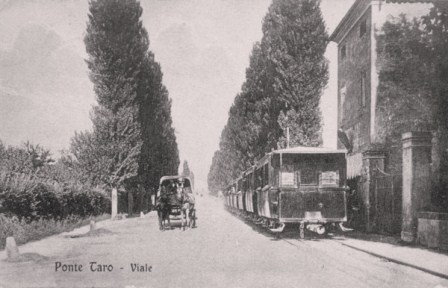
Tram a Ponte Taro intorno al 1930

Ponte Taro è attraversata da est a ovest dalla via Emilia, storica via di comunicazione.
A Ponte Taro è presente l'uscita "Parma Ovest" dell'autostrada A15, la cui sede si trova nei pressi del casello.
Dal 1893 la località iniziò a essere servita dalla tranvia Parma-Soragna-Busseto, che aveva una stazione in località Fornace Bizzi; da qui a partire dal 1908 un'ulteriore diramazione costituiva la linea Fornace Bizzi-Medesano. Tali linee, esercite con tram a vapore, furono soppresse rispettivamente nel 1939 e 1937.
La mobilità urbana e suburbana è garantita da autocorse in servizio pubblico svolte dalla società TEP.